# 八ヶ岳総合博物館
八ヶ岳総合博物館（やつがたけそうごうはくぶつかん）は、長野県茅野市にある博物館である。1988年（昭和63年）開館。「八ヶ嶽岳麓文芸館」を併設する。条例上の名称は「茅野市八ヶ岳総合博物館」。

## 概要
1959年(昭和34年)、永明中学校の旧校舎に生活資料の保存を目的として「茅野市民俗資料館」を発足。
1982年(昭和57年)7月「茅野市博物館研究調査委員会」を発足。当時すでに茅野市には尖石考古館があったので、新しく造る博物館は、著しく変貌する社会情勢の中で失われつつある民俗、文化を保存し、さらに自然科学、人文科学を含めた体験学習を取り入れた特色ある総合博物館とすることとなった｡
1983年(昭和57年)3月、博物館研究調査委員会は、博物館の基本構想を明示し、展示に関する資料の調査研究に入った。展示は、総合博物館であるから、植物、動物、地学、陸水、考古学、歴史、民俗､産業にわたって準備がすすめられた｡
建設場所も当初は何ヵ所か候補地があげられたが､豊平下古田地籍通称「寺山」に決定し、1986年(昭和61年)から用地造成に着工した｡同時に展示物の制作設計に入り､翌年1987年(昭和62年)からは建物の建築を始め､1988年(昭和63年)「茅野市八ヶ岳総合博物館」として開館することとなった｡

## 展示内容

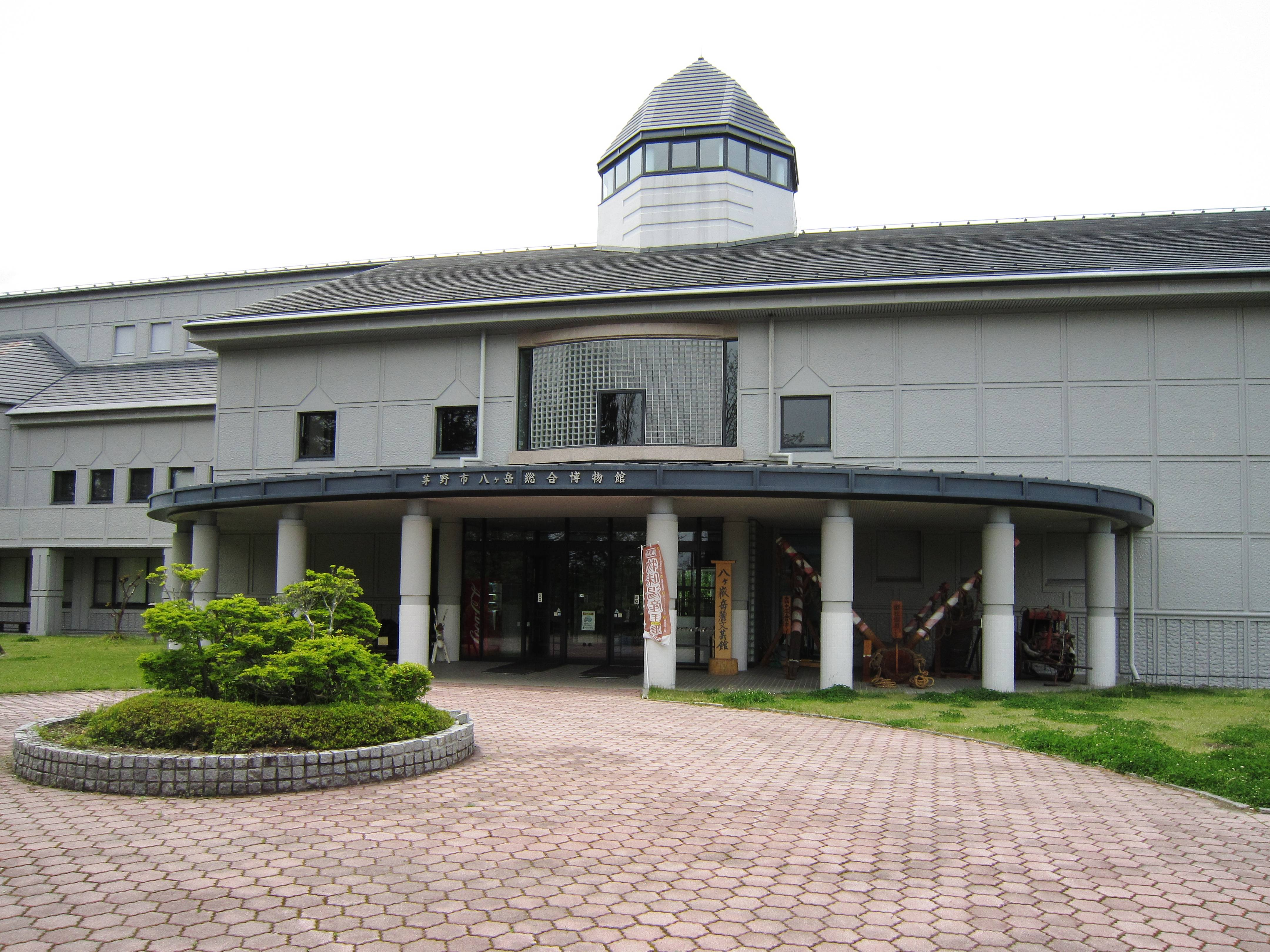
エントランス

八ヶ岳の麓、山浦地方の歴史・産業・民俗などを総合的に展示する博物館である。

### 常設展
1階
- 「八ヶ嶽岳麓文芸館[8]」 - 文学館。昔に学び、文芸を尊び、今につながる館として、この郷土(岳麓)に関わるものを中心に、島木赤彦、斎藤茂吉、土屋文明、伊藤左千夫、小平雪人[9][10]、両角竹舟郎など、今昔の歌人、俳人、文人たちの文芸資料を展示している(アララギ派の歌人、北澤敏郎(茅野市美術館初代館長)が中心となって2000年10月に八ヶ嶽岳麓文芸館を開館した)。
- イベントスペース - はた織りや科学工作などの体験や各種講座・講演会など、子どもから大人まで学習できる場を提供している。茅野市出身の洋画家篠原昭登「わら屋根と小川｣1977年作が展示されている。
- プラネタリウム - 星空のもと、星座の話や宇宙・天文の解説を聞ける。

2階
- 自然に関する展示では、付近の火山群から成る複雑な大地の生い立ちや、八ヶ岳に生息する植物の標本や動物の剥製、湧き水の性質や川の浄化作用などを紹介。
- 歴史に関する展示では、旧石器時代から現代にいたるまでの山麓の暮らしの様子・用具・茅野の特品となっている寒天・氷餅を生業とした農具などを展示している。また、繰越せぎといわれる農業用水路を計画実現した坂本養川の業績やそのしくみをパネルや映像で紹介している[11]。

### 企画展の歴史
- 「宮崎龍介・柳原白蓮と蓼科」2015年11月企画展
- がんばれ！小平奈緒選手2018年1月
- 特別展 : 開山小尾権三郎上古田を中心とする信仰と甲斐駒ヶ岳 : 茅野市政60年八ヶ岳総合博物館開館30周年甲斐駒ヶ岳開山小尾権三郎没後200年[12]　2018年4月
- 特別展「坂本養川と堰と人々の生活」2019年8月
- 「信州哺乳動物研究の先駆者両角徹郎先生・両角源美先生が目指した教育」2019年10月企画展
- 諏訪天文同好会100周年記念企画展「信州天文文化100年」2022年11月[13]

## 博物館ボランティア
- 1998年から1999年博物館ボランティアが山浦の年寄りの話をまとめた『山浦の語りべ』（語りべ・宮沢幸男〈アララギ派歌人、洋画家〉他、）著者 飯田美智子・両角源美[14]篠原淳朗[15]・平林圭治[16]・全8巻が1999年に刊行され、音声入りCD-ROMも同時に発売された[17]。諏訪地方の図書館で閲覧可能。

## 利用案内
開館時間
- 9:00～17:00(入館は16:30まで)

休館日
- 月曜(休日の場合を除く)祝日の翌日(この日が休日、土、日曜の場合を除く)年末年始(12/29～1/3)

プラネタリウム
- 一般公開(土・日曜日、祝日のみ)のほか、午前10時30分～11時15分と午後1時30分～2時15分、定員・各回20名・要入館料・整理券（当日分）開館時よりひとりにつき1枚配布先着順。

## 交通アクセス
公共交通機関
JR中央本線・茅野駅からタクシーで10分間。
自家用自動車
中央自動車道・諏訪インターチェンジから7キロメートル、自動車で15分間。普通車50台、大型バス20台分の駐車場がある。